# 佐藤俊樹
佐藤 俊樹（さとう としき、1963年 - ）は、日本の社会学者。東京大学大学院総合文化研究科国際社会科学専攻教授。専攻は比較社会学、日本社会論。組織学会高宮賞受賞。

## 経歴
広島県広島市安佐南区出身。広島学院高等学校卒、1985年東京大学文学部社会学科卒業。89年同大学院社会学研究科博士課程中退。大学院時代の指導教官は山本泰。1992年「「近代」の地平 日本と西欧における個人/組織/社会」で東大社会学博士。主査は盛山和夫。東京工業大学工学部社会工学科助教授、1997年東京大学大学院総合文化研究科助教授、2007年准教授、09年教授。
階層社会研究を専門とする一方でサブカルチャーについても造詣が深い。西尾維新の小説の書評を数多く執筆し、読売新聞コラムにおいて鎌池和馬などのライトノベルを推薦したこともある。アニメにも詳しく、『文藝春秋』に寄せた文章の中で『ぱにぽにだっしゅ!』について言及していた。漫画家の士郎正宗のファンでもある。

## 著書

### 単著
- 『近代・組織・資本主義――日本と西欧における近代の地平』（ミネルヴァ書房、1993年）
- 『ノイマンの夢・近代の欲望―情報化社会を解体する』（講談社選書メチエ、1996年）
  - 『社会は情報化の夢を見る―ノイマンの夢・近代の欲望』（河出文庫、2010年）、増訂版
- 『不平等社会日本――さよなら総中流』（中公新書、2000年）
- 『00年代の格差ゲーム』（中央公論新社、2002年）
  - 『格差ゲームの時代』（中公文庫、2009年）、改訂版
- 『桜が創った「日本」――ソメイヨシノ 起源への旅』（岩波新書、2005年）
- 『意味とシステム――ルーマンをめぐる理論社会学的探究』（勁草書房、2008年）
- 『叢書・現代社会学5：社会学の方法 その歴史と構造』（ミネルヴァ書房、2011年）
- 『社会科学と因果分析：ウェーバーの方法論から知の現在へ』（岩波書店、2019年）
- 『メディアと社会の連環：ルーマンの経験的システム論から』（東京大学出版会、2023年2月）
- 『社会学の新地平――ウェーバーからルーマンへ 』（岩波新書、2023年11月）
- 『桜とは何か――花の文化と「日本」』（河出新書、2025年2月）

### 共編著
- 『封印される不平等』（橘木俊詔責任編集、苅谷剛彦・斎藤貴男と参加）東洋経済新報社 2004
- 『言説分析の可能性―社会学的方法の迷宮から』友枝敏雄と責任編集 東信堂　2006
- 『自由への問い 6―労働 働くことの自由と制度』（責任編集、全8巻）岩波書店 2010
- 『社会学ワンダーランド』山本泰・佐藤健二共編著 新世社 2013
- 『社会が現れるとき』若林幹夫・立岩真也共編著 東京大学出版会 2018